# Fítia (filha de Alexandre II de Epiro)
Fítia foi uma filha de Alexandre II de Epiro, casada com Demétrio II da Macedônia e possivelmente a mãe de Filipe V da Macedónia e de Apama.
Fítia era filha de dois irmãos, Olímpia II de Epiro e Alexandre II de Epiro. Outros filhos de Olímpia e Alexandre eram Pirro e Ptolemeu. Alexandre II de Epiro era filho de Pirro e Lanassa, filha do tirano siciliano Agátocles.
Quando Alexandre morreu, Olímpia tornou-se guardiã dos filhos Pirro e Ptolemeu e, como os etólios queriam tomar parte da Acarnânia, procurou a aliança de Demétrio II da Macedônia. Demétrio II da Macedônia já estava casado com uma irmã de Antíoco II Theos, que, divorciada, foi até Antíoco II Theos, para que este fizesse guerra contra seu ex-marido.
Alguns historiadores supõem que Filipe V da Macedônia seja filho de Demétrio e Fítia, pois ele teria nascido logo após este casamento, em 238 a.C.
De acordo com Porfírio, citado por Eusébio de Cesareia, Filipe V da Macedónia, filho de Demétrio, era filho de uma cativa de nome Aureola (Chryseis), que foi depois esposa de Antígono Doson, guardião de Filipe V.
Alguns historiadores identificam Fítia com Auréola/Chryseis (por exemplo, William Woodthorpe Tarn, Hellenist Civilization (1930) e Frank William Walbank, Philip V of Macedonia (1967)) porém outros consideram que elas foram pessoas distintas, uma esposa e uma concubina (por exemplo, Daniel Ogden, Polygamy, prostitutes and death: the hellenistic dynasties (1999))
Os historiadores russos O. L. Gabelko e Iu. N. Kuz'min, baseando-se que Pirro, do Epiro, Filipe V da Macedónia e Prúsias II da Bitínia possuiam uma rara anomalia dentária genética chamada geminação, concluíram que a avó materna de Prúsias II era a mãe de Filipe V, e esta seria neta de Pirro, Fítia. Prúsias II, de acordo com esta análise, teria herdado a anomalia de Apama, filha de Demétrio II e Fítia; Apama foi esposa de Prúsias I da Bitínia.